# Le Parti des choses
Ne doit pas être confondu avec Le Parti pris des choses.
Pour plus de détails, voir Fiche technique et Distribution.
Le Parti des choses (titre alternatif : Bardot et Godard) est un court-métrage français réalisé par Jacques Rozier et sorti en 1963.
Le Parti des choses est, avec Paparazzi, le second des deux documentaires réalisés par Jacques Rozier lors du tournage du film de Jean-Luc Godard, Le Mépris, dans lequel sont réunis Brigitte Bardot et Michel Piccoli,.

## Fiche technique
- Titre alternatif : Bardot et Godard[3]
- Réalisation : Jacques Rozier
- Production : Argos Films
- Directeur de la photo : Maurice Perrimond
- Musique : Antoine Duhamel
- Lieu de tournage : Capri, Naples
- Durée : 10 minutes
- Date de sortie : 1963

## Distribution
- Brigitte Bardot
- Jean-Luc Godard
- Fritz Lang
- Jack Palance
- Michel Piccoli
- Commentaire : Jacques Rozier